# Décès en juin 2011
Décès
- 2007
- 2008
- 2009
- 2010
- 2011
- 2012
- 2013
- 2014
- 2015

Pour une information complémentaire, voir la page d'aide.

## Juin 2011
| Date    | Nom                                 | Activités                                                                                | Âge | Source |
| ------- | ----------------------------------- | ---------------------------------------------------------------------------------------- | --- | ------ |
| 2 juin  | Ray Bryant                          | Pianiste américain de jazz.                                                              | 79  | (en)   |
| 2 juin  | Josephine Hart (en)                 | Écrivain britannique d'origine irlandaise.                                               | 69  |        |
| 2 juin  | Willie Phiri                        | Footballeur international zambien devenu entraîneur.                                     | 57  |        |
| 3 juin  | James Arness                        | Acteur américain.                                                                        | 88  |        |
| 3 juin  | Wally Boag                          | Comédien américain.                                                                      | 90  | (en)   |
| 3 juin  | Jack Kevorkian                      | Pathologiste américain pro-aide au suicide.                                              | 83  |        |
| 3 juin  | Charles Mensah                      | Cinéaste et producteur de cinéma gabonais.                                               | 63  |        |
| 3 juin  | José Rosinski                       | Coureur automobile français, puis chroniqueur de F1.                                     | 75  |        |
| 4 juin  | Armand Gaspard                      | journaliste suisse.                                                                      | 87  |        |
| 4 juin  | Dimi Mint Abba                      | Chanteuse mauritanienne.                                                                 | 52  |        |
| 4 juin  | Boumedienne Abderrhamane            | Footballeur franco-algérien.                                                             | 90  |        |
| 4 juin  | Lilian Jackson Braun                | Auteure américaine.                                                                      | 97  | (en)   |
| 4 juin  | Claudio Bravo                       | Artiste peintre chilien installé au Maroc.                                               | 74  |        |
| 4 juin  | Lawrence Eagleburger                | Diplomate et homme politique américain.                                                  | 80  |        |
| 4 juin  | Maurice Garrel                      | Comédien français.                                                                       | 88  |        |
| 4 juin  | Pierre Laffillé                     | Peintre et graveur français.                                                             | 73  |        |
| 4 juin  | Martin Rushent                      | Producteur de musique britannique (pour Human League, Stranglers, Buzzcocks).            | 63  | (en)   |
| 5 juin  | Leon Botha                          | Peintre et disc jockey sud-africain.                                                     | 26  |        |
| 5 juin  | Ludo Martens                        | Homme politique et historien belge.                                                      | 65  |        |
| 5 juin  | Célestin Oliver                     | Footballeur français.                                                                    | 80  |        |
| 6 juin  | Claudio Cavazza                     | Entrepreneur italien.                                                                    | 77  | (it)   |
| 7 juin  | Genaro Hernández                    | Boxeur américain.                                                                        | 45  |        |
| 7 juin  | José Pagán                          | Joueur de baseball portoricain (des Pirates de Pittsburgh).                              | 76  |        |
| 7 juin  | Jorge Semprún                       | Homme politique espagnol devenu écrivain français.                                       | 87  |        |
| 8 juin  | Franck Fernandel                    | Acteur et chanteur français, animateur de radio.                                         | 75  |        |
| 8 juin  | John Mackenzie                      | Acteur et réalisateur britannique.                                                       | 83  | (en)   |
| 8 juin  | Fazul Abdullah Mohammed             | Comorien, leader présumé d'Al-Qaïda en Afrique de l'Est.                                 | 38  |        |
| 8 juin  | Alan Rubin                          | Musicien américain.                                                                      | 68  | (en)   |
| 9 juin  | Maqbool Fida Husain                 | Artiste peintre et cinéaste indien, surnommé le Picasso de l'Inde.                       | 95  |        |
| 9 juin  | Josip Katalinski                    | Footballeur yougoslave, bosnien (de l'OGC Nice, 1975-78).                                | 63  |        |
| 9 juin  | Tomoko Kawakami                     | Seiyū japonaise.                                                                         | 40  | (en)   |
| 9 juin  | Claude Léveillée                    | Acteur québécois, auteur-compositeur-interprète, et pianiste.                            | 78  |        |
| 9 juin  | Mike Mitchell                       | Joueur de basket-ball américain.                                                         | 55  | (en)   |
| 10 juin | Iouri Boudanov                      | Colonel russe, criminel de guerre.                                                       | 47  | (en)   |
| 10 juin | Cosimo Caliandro                    | Demi-fondeur italien.                                                                    | 29  |        |
| 10 juin | Jean Diwo                           | Journaliste et romancier français.                                                       | 96  |        |
| 10 juin | Patrick Leigh Fermor                | Soldat anglais, puis écrivain voyageur.                                                  | 96  | (en)   |
| 10 juin | Bernhard Heisig (de)                | Artiste peintre et graphiste allemand.                                                   | 86  |        |
| 10 juin | Brian Lenihan                       | Homme politique irlandais.                                                               | 52  |        |
| 11 juin | Robert de Boissonneaux de Chevigny  | Évêque français émérite de Nouakchott, Mauritanie.                                       | 90  |        |
| 11 juin | Christian Collardot                 | Athlète français (saut en longueur).                                                     | 77  |        |
| 11 juin | Gunnar Fischer                      | Cinéaste (directeur de la photographie) suédois.                                         | 100 | (en)   |
| 11 juin | Eliyahu M. Goldratt                 | Physicien israélien théoricien et consultant en gestion de projets.                      | 64  | (en)   |
| 11 juin | Martine Kelly                       | Actrice française.                                                                       | 63  |        |
| 11 juin | Kurt Nielsen                        | Joueur de tennis danois.                                                                 | 80  | (da)   |
| 11 juin | Seth Putnam (en)                    | Musicien américain de grindcore (Anal Cunt).                                             | 43  | (en)   |
| 11 juin | Raúl Marcelo Pacífico Scozzina (en) | Évêque argentin émérite de Formose.                                                      | 89  | (en)   |
| 12 juin | Laura Ziskin                        | Productrice et scénariste américaine.                                                    | 61  | (en)   |
| 12 juin | René Audet (en)                     | Évêque québécois émérite du diocèse de Joliette.                                         | 91  |        |
| 12 juin | Roland Smaniotto                    | Coureur cycliste luxembourgeois.                                                         | 64  |        |
| 13 juin | Esad Dugalić                        | Footballeur yougoslave puis bosnien.                                                     | 64  | (en)   |
| 13 juin | Évelyne Pagès                       | Journaliste française et animatrice de radio et de télévision.                           | 69  |        |
| 14 juin | Jacques Daniel                      | Peintre, graphiste, illustrateur et directeur artistique français.                       | 90  |        |
| 14 juin | Ambrose Griffiths (en)              | Évêque anglais catholique émérite de Hexham et Newcastle.                                | 82  | (en)   |
| 14 juin | Asad Ali Khan                       | Musicien indien.                                                                         | 74  | (en)   |
| 15 juin | Pavel Stolbov                       | Gymnaste russe.                                                                          | 81  | (ru)   |
| 16 juin | Twins Seven Seven                   | Peintre et sculpteur nigérian.                                                           | 67  | (en)   |
| 17 juin | David Brockhoff                     | Rugbyman et entraîneur australien.                                                       | 83  |        |
| 17 juin | Jean-Paul Brouchon                  | Journaliste sportif français.                                                            | 72  |        |
| 17 juin | Yvan Garofalo                       | Footballeur français.                                                                    | 76  |        |
| 17 juin | Jean-Marie Lassère                  | Historien français.                                                                      | 79  |        |
| 18 juin | Ulrich Biesinger                    | Footballeur allemand.                                                                    | 77  | (de)   |
| 18 juin | Elena Bonner                        | Dissidente soviétique, militante des Droits de l'homme.                                  | 88  |        |
| 18 juin | Frederick Chiluba                   | Politicien zambien.                                                                      | 68  |        |
| 18 juin | Clarence Clemons                    | Musicien américain (saxophoniste du E Street Band).                                      | 69  | (en)   |
| 18 juin | Karl Frei                           | Gymnaste suisse.                                                                         | 94  |        |
| 18 juin | Dundul Namgyal Tsarong              | Photographe, écrivain et homme politique tibétain.                                       | 91  | (en)   |
| 19 juin | Don Diamond                         | Acteur américain.                                                                        | 90  | (en)   |
| 20 juin | Ryan Dunn                           | Acteur américain (téléréalité Jackass et CKY sur MTV).                                   | 34  | (en)   |
| 21 juin | Maria Gomes Valentim                | Doyenne de l'humanité, du 18 novembre 2010 à son décès.                                  | 114 |        |
| 22 juin | Guy Coulombe                        | Haut fonctionnaire québécois, redresseur socio-économique.                               | 74  |        |
| 22 juin | Norbert Schwientek                  | Acteur allemand.                                                                         | 69  |        |
| 23 juin | Gene Colan                          | Dessinateur américain (Batman).                                                          | 84  |        |
| 23 juin | Peter Falk                          | Acteur américain (Lieutenant Columbo).                                                   | 83  |        |
| 23 juin | Dennis Marshall                     | Footballeur costaricien.                                                                 | 25  | (en)   |
| 23 juin | Christiane Desroches Noblecourt     | Égyptologue française.                                                                   | 97  |        |
| 23 juin | Fred Steiner                        | Compositeur américain.                                                                   | 88  | (en)   |
| 24 juin | Jean Bardin                         | Journaliste, producteur et animateur de radio français.                                  | 84  |        |
| 24 juin | Tomislav Ivić                       | Footballeur puis entraîneur et dirigeant croate.                                         | 77  |        |
| 25 juin | Nick Charles (en)                   | Journaliste et commentateur sportif américain.                                           | 64  |        |
| 25 juin | Jacques Coulais                     | Peintre français.                                                                        | 56  |        |
| 25 juin | Alice Playten                       | Actrice américaine.                                                                      | 63  | (en)   |
| 27 juin | Mike Doyle (football) (en)          | Footballeur anglais.                                                                     | 64  |        |
| 27 juin | Lorenzo Charles (en)                | Joueur de basket-ball américain.                                                         | 47  |        |
| 27 juin | Thierry Martens                     | Essayiste belge (roman policier, bande-dessinée, rédacteur en chef de Spirou 1968-1978). | 69  |        |
| 27 juin | Elaine Stewart                      | Actrice, animatrice de télévision et mannequin américaine.                               | 82  |        |
| 28 juin | Carlos Diarte                       | Footballeur paraguayen.                                                                  | 57  | (es)   |
| 28 juin | Vladimir Dimitrijević               | Éditeur et écrivain suisse (éditions L'Âge d'Homme).                                     | 77  |        |
| 29 juin | Billy Costello                      | Boxeur américain, champion du monde poids super-légers (1984).                           | 55  | (en)   |
| 30 juin | Georg Sterzinsky                    | Cardinal allemand, archevêque émérite de Berlin.                                         | 75  | (en)   |